# كوين (نموذج لغوي)
كوين أو كيوون (بالإنجليزية: Qwen)، وتسمى أيضًا تونغي تشيانوين (بالصينية: 通义千问)، هي عائلة من نماذج اللغوية الكبيرة التي طورتها سحابة علي بابا. في يوليو 2024، تم تصنيفه كأفضل نموذج للغة الصينية في بعض المعايير والثالث عالميًا خلف أفضل نماذج أنثروبيك وأوبن أيه آي.

## نماذج
أطلقت علي بابا أول نسخة تجريبية من كوين في أبريل 2023 تحت اسم تونغي تشيانوين. تم تصميم النموذج على أساس النموذج اللغوي الكبير لاما الذي طورته ميتا مع تعديلات مختلفة. تم إصداره علنًا في سبتمبر 2023 بعد الحصول على موافقة الحكومة الصينية. في ديسمبر 2023، أصدرت الشركة النموذجين 72B و1.8B مفتوحي المصدر، بينما تم إصدار كوين 7B مفتوح المصدر في أغسطس.
في يونيو 2024، أطلقت علي بابا النموذج كوين 2 وفي سبتمبر أصدرت بعض نماذجها مفتوحة المصدر مع الاحتفاظ بملكية نماذجها الأكثر تقدمًا. توظف كوين 2 مزيجًا من الخبراء.
في نوفمبر 2024، تم إصدار QwQ-32B-Preview وهو نموذج يركز على التفكير على غرار o1 الخاص بأوبن أيه أي، بموجب ترخيص أباتشي 2.0، على الرغم من إصدار الأوزان فقط، وليس مجموعة البيانات أو طريقة التدريب. يبلغ طول سياقه 32000 رمز ويؤدي بشكل أفضل من o1 في بعض المعايير.
سلسلة كوين-Vl عبارة عن خط من نماذج اللغة المرئية التي تجمع بين محول الرؤية والنموذج اللغوي الكبير. أطلقت شركة علي بابا كوين-VL2 بنسختين تحتويان على 2 مليار و7 مليار معلمة. كوين-vl-ماكس هو نموذج الرؤية الرائد لشركة علي بابا اعتبارًا من عام 2024 ويتم بيعه بواسطة سحابة علي بابا بتكلفة 0.00041 دولار أمريكي لكل ألف رمز إدخال.
لقد أصدرت شركة علي بابا العديد من أنواع النماذج الأخرى مثل كوين-أوديو وكوين2-ماث. في المجمل، أصدرت أكثر من 100 نموذج مفتوح المصدر ونزِّلت نماذجها لأكثر من 40 مليون مرة. تم تطوير إصدارات مصقلة من كوين من قبل المتحمسين مثل كوين المحرَّرَة (بالإنجليزية: Liberated Qwen) التي طورتها شركة أباكوس أيه أي (بالإنجليزية: Abacus AI) ومقرها سان فرانسيسكو، وهي نسخة تستجيب لأي طلب مستخدم دون قيود على المحتوى.
في يناير 2025، أطلقت علي بابا كوين 2.5-ماكس وهو أحدث وأقوى نموذج لها حتى الآن. وفقًا لمنشور مدونة من علي بابا يتفوق كوين 2.5-ماكس على نماذج الأساس الأخرى مثل جي بي تي-4 وديب سيك-V3 ولاما-3.1-405B في معايير الأداء الرئيسية.

## روابط خارجية
- كوين على غيت هاب
- كوين على هاجنج فيس